# Château-grillet (AOC)
Pour l’article homonyme, voir Château de Château-Grillet.
Le château-grillet est un vin blanc d'appellation d'origine contrôlée produit par un seul domaine qui s'étend sur une partie des deux communes de Saint-Michel-sur-Rhône et de Vérin, dans le département de la Loire. Il est issu d'un seul cépage, le viognier.
Il s'agit d'une appellation du vignoble de la vallée du Rhône, au sein des côtes du Rhône septentrionales, qui est enclavée au sein de celle produisant le condrieu, sur la rive droite du Rhône, au sud de la ville de Vienne.
Outre  le condrieu, les autres AOC des côtes du Rhône septentrionales sont le côte-rôtie, le saint-joseph, l'hermitage, le crozes-hermitage, le cornas et le saint-péray, ainsi que le côtes-du-rhône (ce dernier étant également représenté dans les côtes du Rhône méridionales).

## Historique
Le domaine serait exploité en vignoble depuis l'époque romaine.

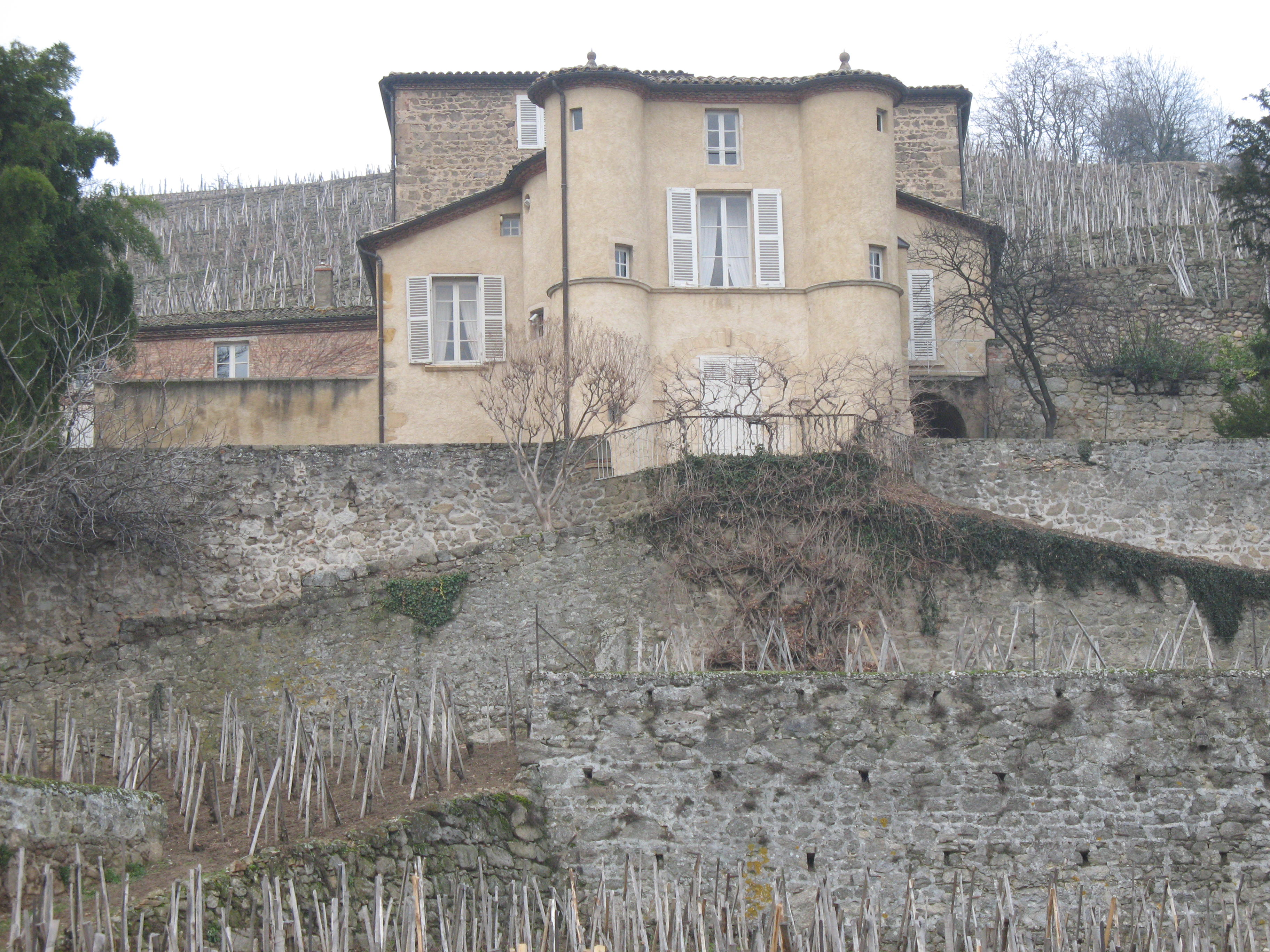
Le château.

Sous le règne de Louis XIV, Girard Desargues (1593-1662), géomètre et architecte lyonnais, est propriétaire du domaine et y cultive des vignes ; il reçoit son confrère Blaise Pascal en 1652. À la fin de l'Ancien Régime, c'est la veuve Peyrouse qui exploite le vignoble ; en 1787, elle reçoit Thomas Jefferson, alors ambassadeur des États-Unis.
En 1816, André Jullien lui consacre un petit paragraphe : « Le Château-Grillet, propriété isolée au-dessous de Saint-Michel, a, dans ses dépendances, des vignes qui produisent un vin blanc liquoreux, très-spiritueux, d'un goût fort agréable, et qui a de la sève et un joli bouquet ; il est, dans son genre, l'un des meilleurs de France ; on le préfère à celui de Condrieux, département du Rhône ».
Le petit domaine de Château-Grillet, consacré appellation d'origine contrôlée par le décret du 8 décembre 1936, appartient aujourd'hui à un seul propriétaire.
En juin 2011, François Pinault rachète le domaine via sa holding Artémis Domaines. Château-Grillet appartenait à la famille Canet, descendant de la famille Neyret-Gachet, depuis 1830. Le cahier des charges de l'appellation a été modifié en juillet 2024.

## Vignoble

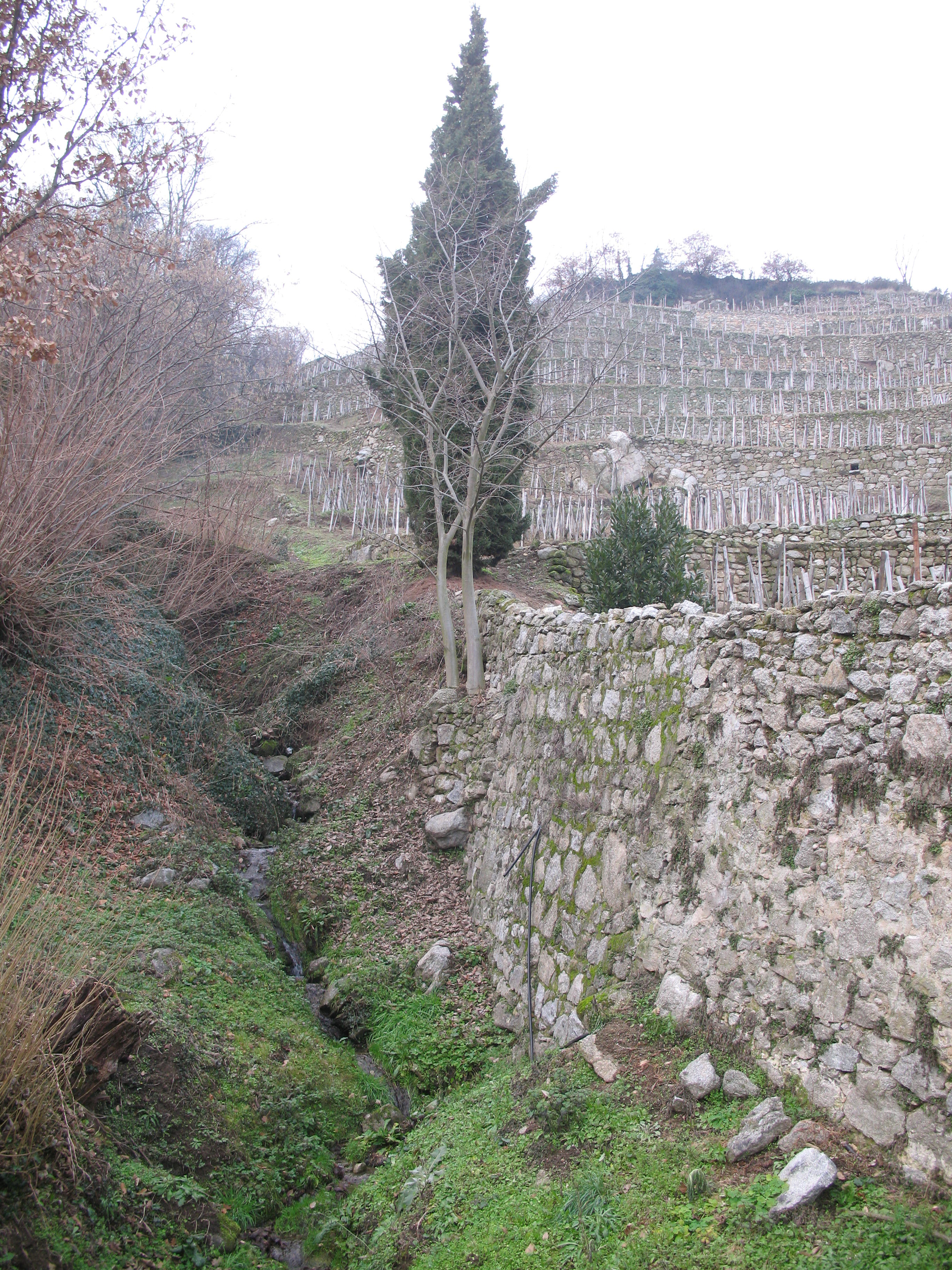
Le vignoble de Château-Grillet en hiver.

Située dans la partie française de la vallée du Rhône, à 30 km en aval de Lyon sur la rive droite juste après Condrieu, l'aire d'appellation s'étend sur seulement 3,5 ha, sur deux communes : Saint-Michel-sur-Rhône et Vérin. Il s'agit d'une des appellations des côtes du Rhône septentrionales, enclavée dans celle du condrieu. Cette appellation appartient à un seul propriétaire, c'est un monopole.

### Orographie et géologie
La plus petite appellation du vignoble de la vallée du Rhône est située entre 165 et 250 mètres d’altitude sur de fortes pentes allant jusqu'à 50 %. En forme d'amphithéâtre exposé au sud, il est abrité des vents du nord.
Son terroir est spécifique, avec d'une part un sol de granite à biotite sombre du Paléozoïque, constituées  de micas, de feldspaths et quartz, qui sont recouverts d'arène à gros grain (sable issu de la décomposition du granite) et d’un substrat caillouteux où se mêlent des roches métamorphiques de la famille des gneiss. D'autre part, il existe également une formation plus jeune de dépôts de lœss du Quaternaire se retrouvant très localement dans des zones de dépression,.

### Climatologie
Ce terroir viticole est exposé plein sud avec des étés chauds et ensoleillés, des automnes doux et une pluviométrie bien étalée mais avec des hivers rigoureux, où la sensation de froid est renforcée par la bise. Son climat est de type semi-continental avec des influences méditerranéennes, la température moyenne annuelle a été, entre 1920 et 2008, de 11,7 °C avec un minimum de 2,8 °C en janvier et un maximum de 21 °C en juillet. La température minimale y a été de −24,6 °C le 22 décembre 1938 et la plus élevée de 40,4 °C le 13 août 2003.
L'ensoleillement y est de 1 976 heures par an en moyenne, soit environ 164 jours par an. Les hivers sont relativement secs, et dépourvus de neige en plaine (toutefois de fortes précipitations ne sont pas exclues). Les frimas sont courants et les températures varient généralement d'une dizaine de degrés au plus pendant la journée. Les étés sont généralement chauds et secs : l'amplitude des températures en journée atteint parfois une vingtaine de degrés, et les températures maximales dépassent parfois les 35°. Le mois d'août est parfois frais et pluvieux (2006 et 2007) avec quelques orages et une légère brise qui disperse les polluants de l'air. Les mois d'août 2003 et 2009 étant au contraire très chauds et secs avec respectivement 33° et 30° de température maximale en moyenne. Le mistral souffle souvent, dû à a compression de l'air dans le sillon rhodanien.
| Mois                              | jan. | fév.  | mars  | avril | mai  | juin | jui. | août | sep. | oct. | nov. | déc.  | année |
| --------------------------------- | ---- | ----- | ----- | ----- | ---- | ---- | ---- | ---- | ---- | ---- | ---- | ----- | ----- |
| Température minimale moyenne (°C) | −0,4 | 0,5   | 3,1   | 5,7   | 9,6  | 13   | 15,2 | 14,7 | 11,8 | 8    | 3,5  | 0,6   | 7,1   |
| Température moyenne (°C)          | 2,8  | 4,3   | 7,8   | 10,8  | 14,9 | 18,5 | 21   | 20,4 | 17,2 | 12,4 | 6,9  | 3,4   | 11,7  |
| Température maximale moyenne (°C) | 5,9  | 8     | 12,5  | 15,8  | 20,2 | 24   | 26,8 | 26,1 | 22,4 | 16,8 | 10,3 | 6,2   | 16,3  |
| Record de froid (°C)              | −23  | −22,5 | −10,5 | −4,4  | −3,8 | 2,3  | 6,1  | 4,6  | 0,2  | −4,5 | −9,4 | −24,6 | −24,6 |
| Record de chaleur (°C)            | 17,7 | 21,9  | 25,7  | 30,1  | 34,2 | 38,2 | 39,8 | 40,4 | 35,8 | 28,4 | 23   | 20,2  | 40,4  |
| Précipitations (mm)               | 51,9 | 47,1  | 56,4  | 64,8  | 81,3 | 78,4 | 63,4 | 83,1 | 86,4 | 84,4 | 80,3 | 56,6  | 834,9 |

### Encépagement

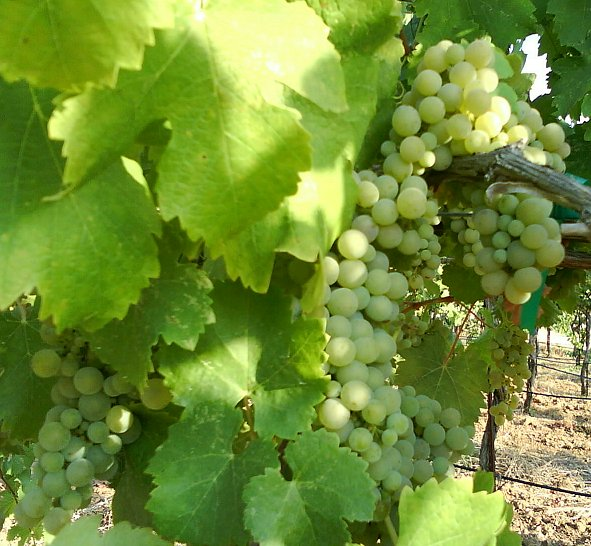
Grappes de viognier en cours de maturation.

Tout le vignoble, planté du seul viognier, est en exposition plein sud. Ce cépage d'origine locale, est très aromatique avec des senteurs florales de violette de fruits : abricot, pêche. Relativement rustique envers les maladies, il est peu sensible à la pourriture grise. En revanche, il doit être palissé à cause de sa fragilité au vent. Ici, le mistral peut faire des dégâts.
| Cépage                | Encépagement des crus des côtes du Rhône septentrionaux | Encépagement des crus des côtes du Rhône septentrionaux | Encépagement des crus des côtes du Rhône septentrionaux | Encépagement des crus des côtes du Rhône septentrionaux | Encépagement des crus des côtes du Rhône septentrionaux | Encépagement des crus des côtes du Rhône septentrionaux | Encépagement des crus des côtes du Rhône septentrionaux | Encépagement des crus des côtes du Rhône septentrionaux |
| --------------------- | ------------------------------------------------------- | ------------------------------------------------------- | ------------------------------------------------------- | ------------------------------------------------------- | ------------------------------------------------------- | ------------------------------------------------------- | ------------------------------------------------------- | ------------------------------------------------------- |
| Cépage                | condrieu et château-grillet                             | cornas                                                  | côte-rôtie                                              | hermitage et crozes-hermitage                           | hermitage et crozes-hermitage                           | saint-joseph                                            | saint-joseph                                            | saint-péray                                             |
| Cépage                | condrieu et château-grillet                             | cornas                                                  | côte-rôtie                                              | rouge                                                   | blanc                                                   | rouge                                                   | blanc                                                   | saint-péray                                             |
| marsanne et roussanne |                                                         |                                                         |                                                         | max. 15 %                                               | 100 %                                                   | max. 10 %                                               | 100 %                                                   | 100 %                                                   |
| syrah                 |                                                         | 100 %                                                   | min. 80 %                                               | min. 85 %                                               |                                                         | min. 90 %                                               |                                                         |                                                         |
| viognier              | 100 %                                                   |                                                         | max. 20 %                                               |                                                         |                                                         |                                                         |                                                         |                                                         |

## Vins
La production étant un monopole, les Douanes ne publient pas de données relative à l'AOC château-grillet pour des raisons de confidentialité.  Avec un rendement maximum fixé à 37 hl/ha (et le rendement butoir à 41 hl/ha), cette AOC produit normalement un maximum de 130 hl (sur ses 3,5 ha).  Dans la pratique, il est réaliste que la production soit de l'ordre de 10 000  à 12 000 bouteilles par an; le site Web « Vignobles de la Vallée du Rhône» mentionne une production de 96 hl (soit 128 000 bouteilles) et un rendement de 26 hl/ha en 2024.

### Gastronomie
Ce vin rare est considéré comme supérieur au condrieu. Il donne un vin à la robe claire, brillante, jaune paille au nez caractérisé par les notes d’abricot et de pêche. Ce vin riche, gras, onctueux, souple et rond est à déguster pour lui-même ou en accompagnement de noix ou d’amandes.

### Millésimes
Ils correspondent à ceux du vignoble de la vallée du Rhône. Ils sont notés : année exceptionnelle , grande année , bonne année ***, année moyenne **, année médiocre *.
| Caractéristiques | Article de qualité | ***                | ***                | Bon article        | Article de qualité | Bon article        | Bon article        | ***                | Bon article | Bon article        |
| Millésimes 1990 | 1999               | 1998               | 1997               | 1996               | 1995               | 1994               | 1993               | 1992               | 1991        | 1990               |
| Caractéristiques | ***                | ***                | **                 | ***                | Bon article        | **                 | **                 | **                 | ***         | Article de qualité |
| Millésimes 1980 | 1989               | 1988               | 1987               | 1986               | 1985               | 1984               | 1983               | 1982               | 1981        | 1980               |
| Caractéristiques | Article de qualité | Article de qualité | Bon article        | ***                | Article de qualité | **                 | Bon article        | ***                | Bon article | Article de qualité |
| Millésimes 1970 | 1979               | 1978               | 1977               | 1976               | 1975               | 1974               | 1973               | 19722              | 1971        | 1970               |
| Caractéristiques | Bon article        | Article de qualité | Bon article        | **                 | ***                | Bon article        | ***                | **                 | **          | Article de qualité |
| Millésimes 1960 | 1969               | 1968               | 1967               | 1966               | 1965               | 1964               | 1963               | 1962               | 1961        | 1960               |
| Caractéristiques | **                 | *                  | Article de qualité | Article de qualité | ***                | ***                | **                 | **                 | ***         | Article de qualité |
| Millésimes 1950 | 1959               | 1958               | 1957               | 1956               | 1955               | 1954               | 1953               | 1952               | 1951        | 1950               |
| Caractéristiques | Bon article        | Bon article        | Article de qualité | Bon article        | Bon article        | ***                | Bon article        | Article de qualité | **          | Article de qualité |
| Millésimes 1940 | 1949               | 1948               | 1947               | 1946               | 1945               | 1944               | 1943               | 1942               | 1941        | 1940               |
| Caractéristiques | Article de qualité | Article de qualité | Article de qualité | Bon article        | Article de qualité | **                 | Article de qualité | Bon article        | **          | **                 |
| Millésimes 1930 | 1939               | 1938               | 1937               | 1936               | 1935               | 1934               | 1933               | 1932               | 1931        | 1930               |
| Caractéristiques | *                  | Bon article        | Bon article        | ***                | **                 | Article de qualité | Article de qualité | **                 | **          | **                 |
| Millésimes 1920 | 1929               | 1928               | 1927               | 1926               | 1925               | 1924               | 1923               | 1922               | 1921        | 1920               |
| Caractéristiques | Article de qualité | Article de qualité | **                 | Bon article        | **                 | Bon article        | Bon article        | **                 | Bon article | Bon article        |
| Sources : Yves Renouil (sous la direction), Dictionnaire du vin, Éd. Féret et fils, Bordeaux, 1962 ; Alexis Lichine, Encyclopédie des vins et alcools de tous les pays, Éd. Robert Laffont-Bouquins, Paris, 1984, Les millésimes de la vallée du Rhône & Les grands millésimes de la vallée du Rhône |                    |                    |                    |                    |                    |                    |                    |                    |             |                    |

Soit sur 90 ans, 24 années exceptionnelles, 26 grandes années, 16 bonnes années, 22 années moyennes et 2 années médiocres.